# Rezerwat przyrody Zimný potok
Rezerwat przyrody Zimný potok (cz. Přírodní rezervace Zimný potok) – rezerwat przyrody w Czechach, w kraju morawsko-śląskim, w powiecie Frydek-Mistek, w Krasnej. Powstał w 2004 i obejmuje 3,33 ha powierzchni w granicach CHKO Beskidy, w górnym obszarze Zimnego potoku, na północno-wschodnim stoku góry Zimny (1080 m n.p.m.), na wysokości 790–1050 m n.p.m.
Rezerwat chroni oprócz koryta potoku również przylegający las mieszany (jodłowo-bukowy i świerkowo-bukowy).